# Bloco de Cascajal

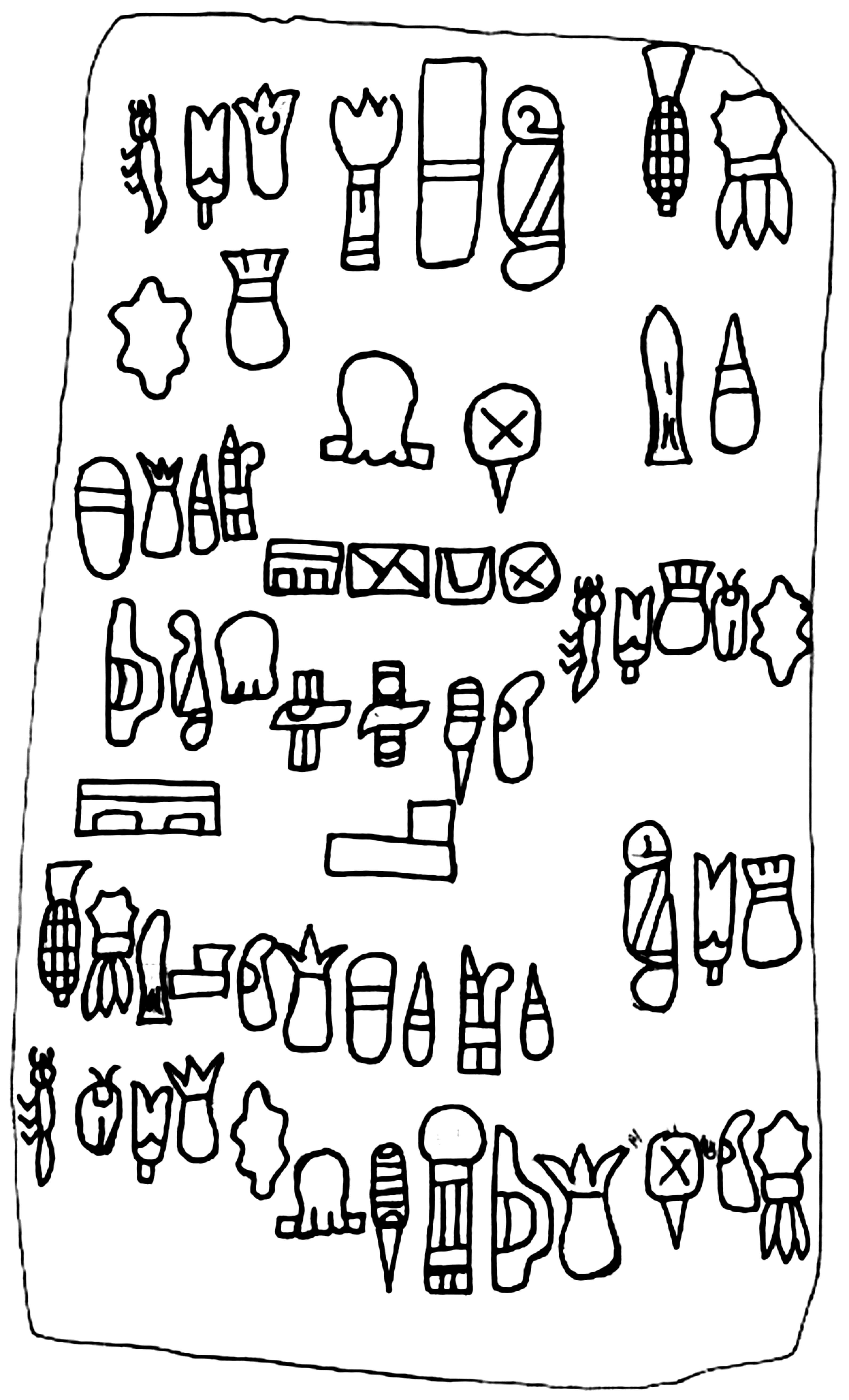
Os 62 glifos do bloco de Cascajal.

O bloco de Cascajal é um pequeno bloco de serpentina datado do início do primeiro milénio a.C. no qual foram inscritos caracteres desconhecidos até à data da sua descoberta e que podem representar o mais antigo sistema de escrita do Novo Mundo. O arqueólogo Stephen D. Houston da Universidade Brown disse que esta descoberta ajuda a "ligar a civilização olmeca à literacia, a documentar um sistema de escrita desconhecido e revela uma nova complexidade da civilização olmeca."

## Descoberta e datação
O bloco de Cascajal foi descoberto durante uma obra de construção de uma estrada em finais da década de 1990 na aldeia de Lomas de Tacamichapa nas terras baixas de Veracruz, na antiga área nuclear olmeca, mas apenas em 2005 se procedeu ao seu estudo. Foi encontrado entre fragmentos e figuras de cerâmica a partir dos quais o bloco foi datado como sendo da fase San Lorenzo da cultura olmeca que terminou cerca de 900 a.C. Tal datação significa que os caracteres constantes do bloco são cerca de 400 anos mais antigos que qualquer outra escrita conhecida no hemisfério ocidental. Os arqueólogos Carmen Rodríguez e Ponciano Ortíz, do Instituto Nacional de Antropologia e História do México, examinaram e registaram o bloco junto das autoridades. Pesa cerca de 11.5 kg e mede 36 cm x 21 cm x 13 cm. Os detalhes da descoberta foram publicados pelos investigadores na edição da Science de 15 de Setembro de 2006. Devido à forma como foi encontrado e  posteriormente estudado, a datação não é segura e deixa vários arqueólogos como David Grove e Christopher Pool ou Max Schvoerer cépticos quanto à autenticidade dos caracteres pois a pedra não foi descoberta pelos próprios investigadores.

## Possível sistema de escrita olmeca
A cultura olmeca floresceu na costa mexicana do Golfo do México, entre 1500 e 400 a.C. A evidência de um tal sistema de escrita baseia-se apenas e só no texto do bloco de Cascajal.
O bloco apresenta um total de 62 glifos, alguns dos quais se assemelham a plantas como o milho, ou animais como insectos e peixes. Muitos dos símbolos são mais abstractos. No seu conjunto os símbolos do bloco de Cascajal são diferentes de quaisquer outros sistemas de escrita mesoamericanos como a escrita maia ou a escrita ístmica. Outro facto incomum é o de os símbolos se encontrarem aparentemente organizados segundo linhas horizontais e sem "evidência clara de organização geral. As sequências parecem concebidas como unidades de informação independentes." Todos os outros sistemas de escrita da Mesoamérica usam tipicamente linhas verticais.
Segundo Caterina Magni trata-se, de facto, de uma "linguagem de sinais" inscrita em primeiro lugar em terracota e depois noutros suportes, em particular pedra. É portanto uma forma de escrita "sofisticada e coerente, indicadora de um pensamento profundo antes de mais sobre o domínio religioso e, em menor grau, do campo sociopolítico."